# NGC 7186
NGC 7186 ist ein Asterismus im Sternbild Pegasus. Er wurde am 13. September 1784 von Wilhelm Herschel entdeckt.